# Bohumil Steigenhöfer
Bohumil Steigenhöfer (1. března 1905, Praha – 6. června 1989) byl československý hokejista a architekt, který se podílel na realizaci stadiónu Štvanice. Stal se mistrem Evropy a mistrem Československa.

## Život
Narodil se 1. března 1905 ve Zbraslavi, kde žil celý život. V letech 1920 – 1924 navštěvoval odbornou stavitelskou školu na Smíchově. Už v té době si oblíbil nejmodernější architektonické směry a vytvářel první studie. Po střední škole nastoupil na fakultu architektury a pozemního stavitelství Českého vysokého učení technického v Praze. Studium ale nedokončil a začal pracovat jako námezdní síla v různých architektonických studiích.

## Hokejová kariéra
Na klubové úrovni začínal s hokejem v klubu SK Zbraslav, kde působil v období 1923 – 1927 a 1934 – 1935. Poté nastupoval za pražskou Slavii. V sezóně 1932 – 1933 působil v klubu LTC Praha, se kterým vyhrál mistrovství Československa.
Jako československý reprezentant se zúčastnil všech vrcholových akcí mezi lety 1926 – 1931, včetně olympijských her v roce 1928. S reprezentací získal v roce 1926 stříbrnou a v roce 1929 zlatou medaili na mistrovství Evropy. Tam vstřelil ve finále proti Polsku vyrovnávací gól na 1:1 a následně v prodloužení rozhodl Dorasil.

## Klubové statistiky
| Sezona  | Klub            | Soutěž | Základní část | Základní část | Základní část | Základní část | Základní část | Play off | Play off | Play off | Play off | Play off |
| Sezona  | Klub            | Soutěž | Z             | G             | A             | B             | TM            | Z        | G        | A        | B        | TM       |
| ------- | --------------- | ------ | ------------- | ------------- | ------------- | ------------- | ------------- | -------- | -------- | -------- | -------- | -------- |
| 1923-24 | SK Zbraslav     | —      | —             | —             | —             | —             | —             | —        | —        | —        | —        | —        |
| 1924-25 | SK Zbraslav     | —      | —             | —             | —             | —             | —             | —        | —        | —        | —        | —        |
| 1925-26 | SK Zbraslav     | —      | —             | —             | —             | —             | —             | —        | —        | —        | —        | —        |
| 1926-27 | SK Zbraslav     | —      | —             | —             | —             | —             | —             | —        | —        | —        | —        | —        |
| 1927-28 | SK Slavia Praha | —      | —             | —             | —             | —             | —             | —        | —        | —        | —        | —        |
| 1928-29 | SK Slavia Praha | —      | —             | —             | —             | —             | —             | —        | —        | —        | —        | —        |
| 1929-30 | SK Slavia Praha | —      | —             | —             | —             | —             | —             | —        | —        | —        | —        | —        |
| 1930-31 | SK Slavia Praha | —      | —             | —             | —             | —             | —             | —        | —        | —        | —        | —        |
| 1931-32 | SK Slavia Praha | —      | —             | —             | —             | —             | —             | —        | —        | —        | —        | —        |
| 1932-33 | LTC Praha       | —      | —             | —             | —             | —             | —             | —        | —        | —        | —        | —        |
| 1933-34 | SK Slavia Praha | —      | —             | —             | —             | —             | —             | —        | —        | —        | —        | —        |
| 1934-35 | SK Zbraslav     | —      | —             | —             | —             | —             | —             | —        | —        | —        | —        | —        |

### Reprezentační statistiky
| Rok  | Tým            | Událost | Z | G | A | B | TM |
| ---- | -------------- | ------- | - | - | - | - | -- |
| 1926 | Československo | ME      | 7 | 0 | 0 | 0 | —  |
| 1927 | Československo | ME      | 5 | 0 | 0 | 0 | —  |
| 1928 | Československo | OH      | 2 | 0 | 0 | 0 | —  |
| 1929 | Československo | ME      | 3 | 1 | 0 | 1 | —  |
| 1930 | Československo | MS      | 1 | 0 | 0 | 0 | —  |
| 1931 | Československo | MS      | 5 | 0 | 0 | 0 | —  |

## Profesní kariéra
V letech 1925 – 1927 pracoval u architekta Jaromíra Krejcara. Tam jako kreslíř a později Krejcarův tajemník pracoval např. na projektech pro obchodní dům Olympic,vily pro Gretu Reinerovou, Ladislava Vančuru nebo Josefa Kopeckého. V té době si také navrhl a nechal postavit svůj rodinný dům ve funkcionalistickém stylu ve Zbraslavi. Jednalo se o jeden z prvních domů v tomto stylu na malém městě v tehdejším Československu. Vypracoval nezrealizované soutěžní projekty kancelářského domu pro Jednotu soukromých úředníků a školu ve Veouziers. Mezi lety 1927 – 1931 pracoval u Františka Kavalíra. Tam se podílel na návrzích pro nástavbu Lidové banky v Melantrichově ulici, obchodního domu na Václavském náměstí č.p. 66, činžovních domů v Ditrichově ulici č.p. 11 – 13 a domu pro Svaz československého díla, který však posloužil jako základ pro pozdější projekt Oldřicha Starého v letech 1934 – 1938. V roce 1929 spolupracoval s Jaroslavem Fragnerem při návrhu kolínské elektrárny. Přijal práci i od Karla Honzíka a Josefa Havlíčka, se kterými se ale názorově rozcházel v přístupu k architektuře. Zpočátku své profesní kariéry kladl u svých staveb na přední místo konstrukční, provozní a funkční hledisko, přičemž vnější vzhled považoval za druhotnou záležitost. To se změnilo při jeho studiu na Akademii výtvarných umění v Praze v letech 1930 – 1932, kde získal titul akademický architekt. Mezi jeho vyučujícími byl i Josef Gočár. V následujících letech se stal uznávaným odborníkem v ekonomice stavebních prací. Kdy dohlížel na sestavování a dodržování rozpočtů a provádění stavebních prací na několika velkých pražských stavbách. V roce 1930 se začal stavět zimní stadion s přilehlou kavárnou (ve které se ale nacházelo i zázemí pro stadion jako kabiny, posilovna a šatny) na Štvanici podle projektu Josefa Fuchse. V průběhu výstavby od stavby ustoupil jeden z velkých investorů. Steigenhöferovi se podařilo upravit projekt kavárny v původním duchu, ale se sníženými náklady. A stavba byla nakonec zrealizována. Stavebním rozvojem vlastního stadionu se pak nadále zabýval až do 50. let. Během 30. let se neúspěšně samostatně zúčastnil několika soutěží. S výjimkou tiskárny pro nakladatelství Novina v Praze, kde vycházel z projektu Bohumila Slámy. Stavba se nedochovala. V roce 1948 nastoupil do pražského Stavoprojektu. Kde se věnoval navrhování průmyslových objektů a kulturních domů. Se Stanislavem Tobkem a Václavek Krásným se podílel na návrhu zimního stadionu v Bubenči. Po odchodu do penze se věnoval vypracovávání oponentních posudků pro velké stavby v Praze.

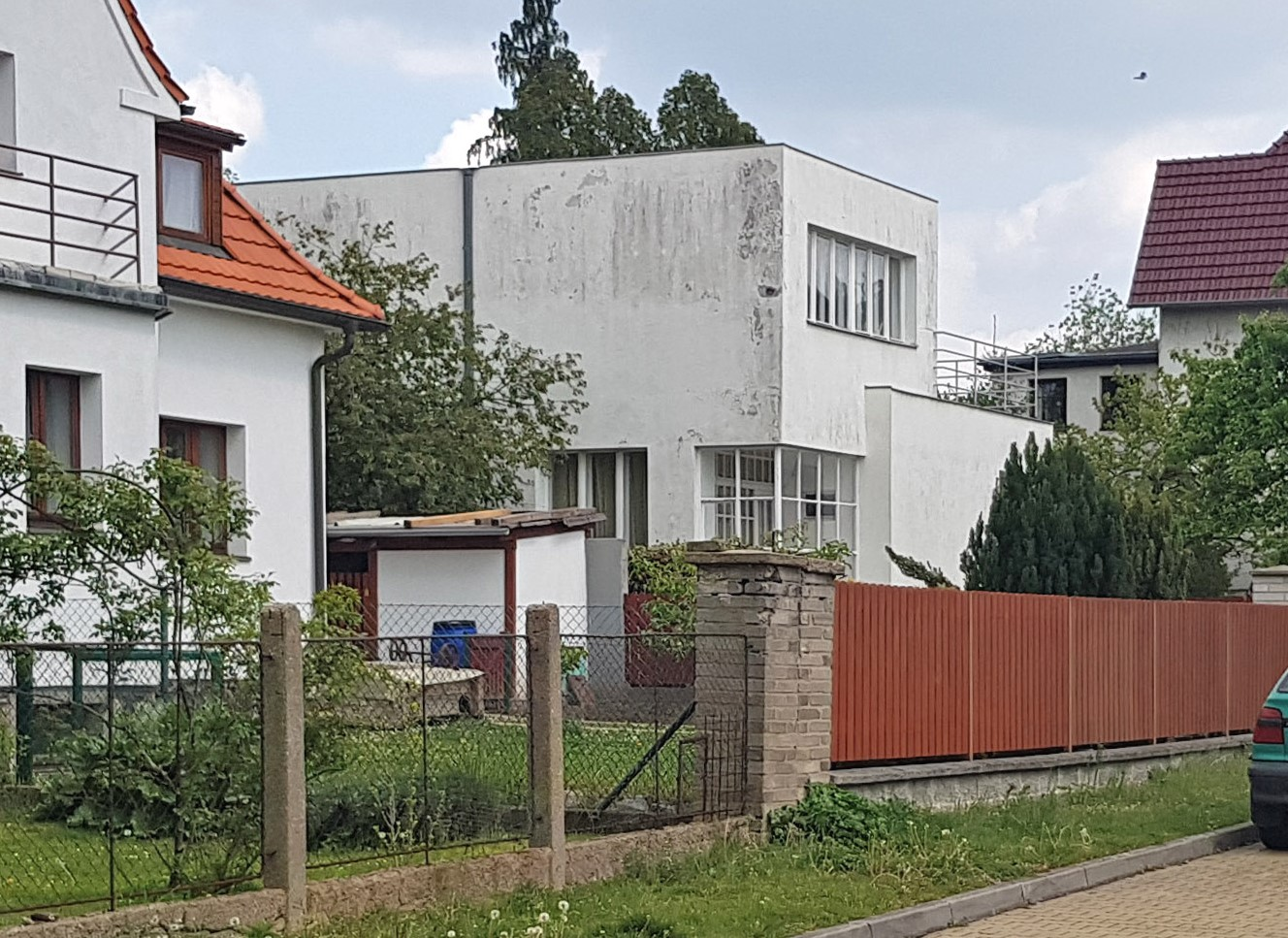
Vila v Podéšťově ulici ve Zbraslavi
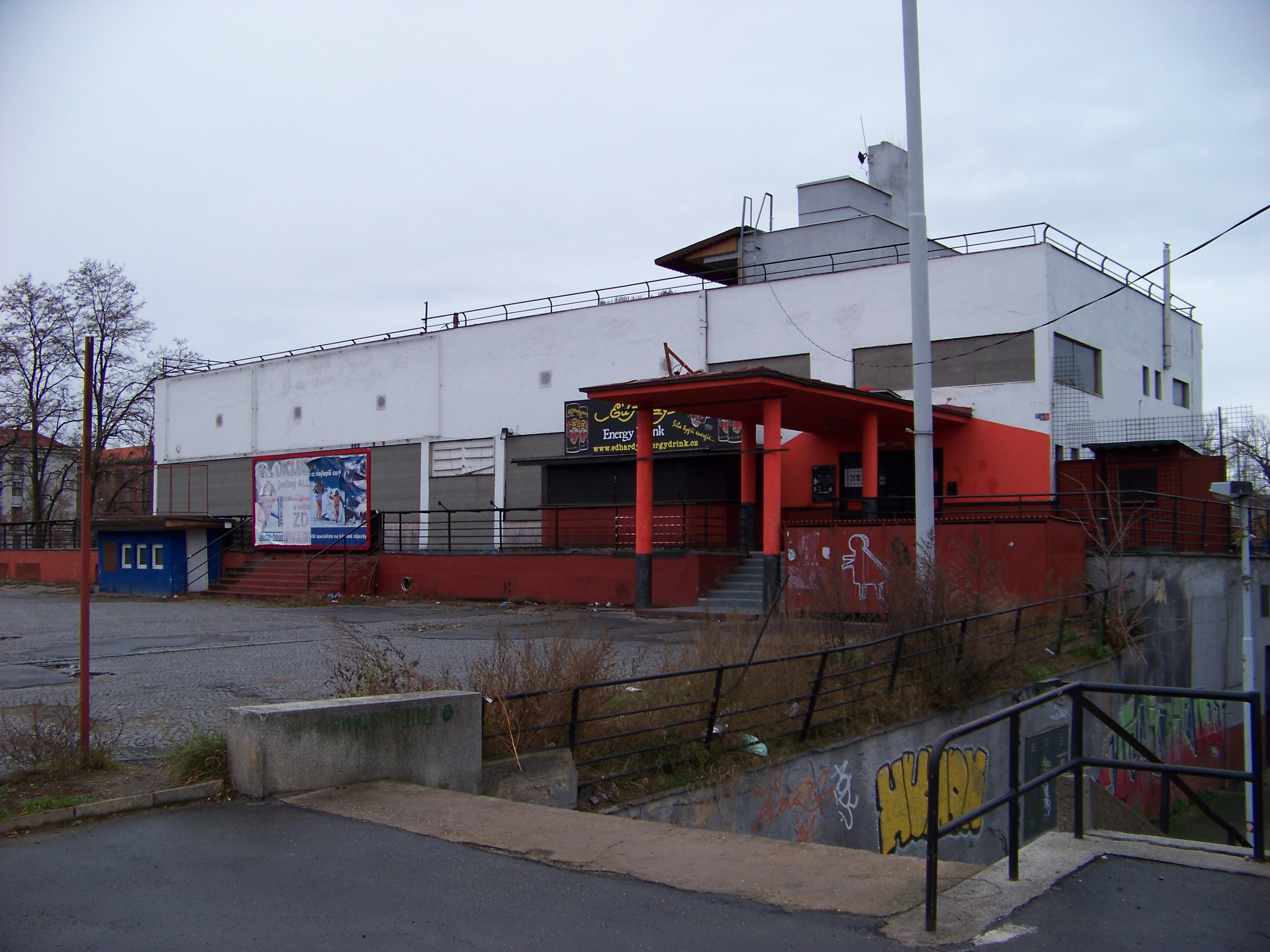
Bývalá kavárna zimního stadionu Štvanice